# Saison 2012-2013 du Tours Football Club
Chronologie
Saison suivante
La saison 2012-2013 du Tours FC, club de football français, voit l'équipe évoluer en Ligue 2.

## Avant-saison

### Objectif du club
L'objectif du club est de se maintenir en Ligue 2

### Transferts
La saison 2012/2013 voit l'arrivée de l'ancien Lyonnais Bryan Bergougnoux et du Nancéien en prêt pour une saison Pascal Berenguer.

## Compétitions

### Championnat
La saison 2012-2013 de Ligue 2 est la soixante-quatorzième édition du championnat de France de football de seconde division et la onzième sous l'appellation « Ligue 2 ». La division oppose vingt clubs en une série de trente-huit rencontres. Les meilleurs de ce championnat sont promus en Ligue 1.
Les promus de la saison précédente, le SC Bastia, champion de Ligue 2 en 2011-2012, le Stade de Reims, qui retrouve l'élite du football français 33 ans après l'avoir quittée, et l'ES Troyes AC, sont remplacés par le SM Caen, le Dijon FCO et l'AJ Auxerre, qui quitte la première division 32 ans après avoir l'avoir intégrée. Les relégués de la saison précédente, le FC Metz, qui rejoint la troisième division pour la première fois de son histoire, l'US Boulogne CO et le Amiens SCF, sont remplacés par le Nîmes Olympique, champion de National en 2011-2012, les Chamois niortais et le GFC Ajaccio.

#### Classement final et statistiques
Le Tours Football Club finit le championnat par une défaite face au champion (AS Monaco FC) 1-2 au stade de la vallée du cher.
Le club finit le championnat à la 10e avec un bilan correct de 10 victoire; 13 nuls et 13 défaites.

### Coupe de France
La coupe de France 2012-2013 est la 96e édition de la coupe de France, une compétition à élimination directe mettant aux prises les clubs de football amateurs et professionnels à travers la France métropolitaine et les DOM-TOM. Elle est organisée par la FFF et ses ligues régionales.
| Date                          | Tour    | Adversaire | Lieu | Résultat | Buteurs pour le Tours FC | Affluence | Diffuseur |
| ----------------------------- | ------- | ---------- | ---- | -------- | ------------------------ | --------- | --------- |
| sam.-dim. 17-18 novembre 2012 | 7e tour |            |      |          |                          |           |           |

### Coupe de la ligue
La Coupe de la Ligue 2012-2013 est la 19e édition de la Coupe de la Ligue, compétition à élimination directe organisée par la Ligue de football professionnel (LFP) depuis 1994, qui rassemble uniquement les clubs professionnels de Ligue 1, Ligue 2 et National.
| Date              | Tour | Adversaire  | Lieu | Résultat | Buteurs pour le Tours FC | Affluence | Diffuseur |
| ----------------- | ---- | ----------- | ---- | -------- | ------------------------ | --------- | --------- |
| mardi 7 août 2012 | 1er  | Le Havre AC | Dom. |          |                          |           |           |

## Aspects juridiques et économiques
Le Tours FC à un budget de 9,5 M€ pour la saison.